# Il racconto del mugnaio
(Geoffrey Chaucer, I racconti di Canterbury.)
Il prologo e il racconto del mugnaio (The Miller's Prologue and Tale) è la seconda novella ne I racconti di Canterbury di Geoffrey Chaucer.
Essa è raccontata da un mugnaio ubriaco in seguito alla precedente novella Il racconto del cavaliere. Il racconto si presenta, attraverso un linguaggio volgare, in contrasto con la storia narrata dal cavaliere, soprattutto per quanto riguarda il tema dell'amor cortese.